# Lepanthes maccolmiana
Lepanthes maccolmiana är en orkidéart som beskrevs av Carlyle August Luer. Lepanthes maccolmiana ingår i släktet Lepanthes och familjen orkidéer. Inga underarter finns listade i Catalogue of Life.